# Tininho (football, 1977)
Pour les articles homonymes, voir Tininho.
Ronildo Pereira de Freitas, dit Tininho, est un footballeur brésilien né le 23 octobre 1977 à Montes Claros.

## Carrière
- 1998-99 : Feyenoord Rotterdam (Pays-Bas)
- 1999-00 : Feyenoord Rotterdam (Pays-Bas)
- 2000-01 : Feyenoord Rotterdam (Pays-Bas)
- 2001-02 : América FC (Belo Horizonte) (Brésil)
- 2002-03 : RBC Roosendaal (Pays-Bas)
- 2003-04 : RBC Roosendaal (Pays-Bas)
- 2004-05 : NEC Nimègue (Pays-Bas)
- 2005-06 : NEC Nimègue (Pays-Bas)
- 2006-07 : ADO La Haye (Pays-Bas)
- 2007-08 : AEK Larnaca (Chypre)
- 2008-09 : AEK Larnaca (Chypre)